# Harald Hennum
Harald Hennum (né le 29 mai 1928 ; décédé le 14 octobre 1993) était un footballeur norvégien. 

## Biographie
Sans doute le meilleur attaquant norvégien des années cinquante.[réf. nécessaire]
Il a inscrit 25 buts lors de ses 43 sélections A entre 1949 et 1960 (dont 4 lors d'un seul match contre la RDA en 1958). Côté clubs, il a porté les couleurs du Frigg Oslo et du Skeid Oslo.